# 日本小褐鳕
日本小褐鳕（学名：Physiculus japonicus），又名日本鬚稚鱈，为輻鰭魚綱鱈形目稚鳕科小褐鳕属的鱼类。分布于日本鹿儿岛湾、高知、横滨、东京湾以南及北海道以东等外海以及东海琉球海沟以北、台湾东北苏奥以东太平洋及台湾西南等较深海域等，属于深海近底层鱼类。其生存的海拔范围为-350至-150米。该物种的模式产地在日本。